# Vana (winkelketen)

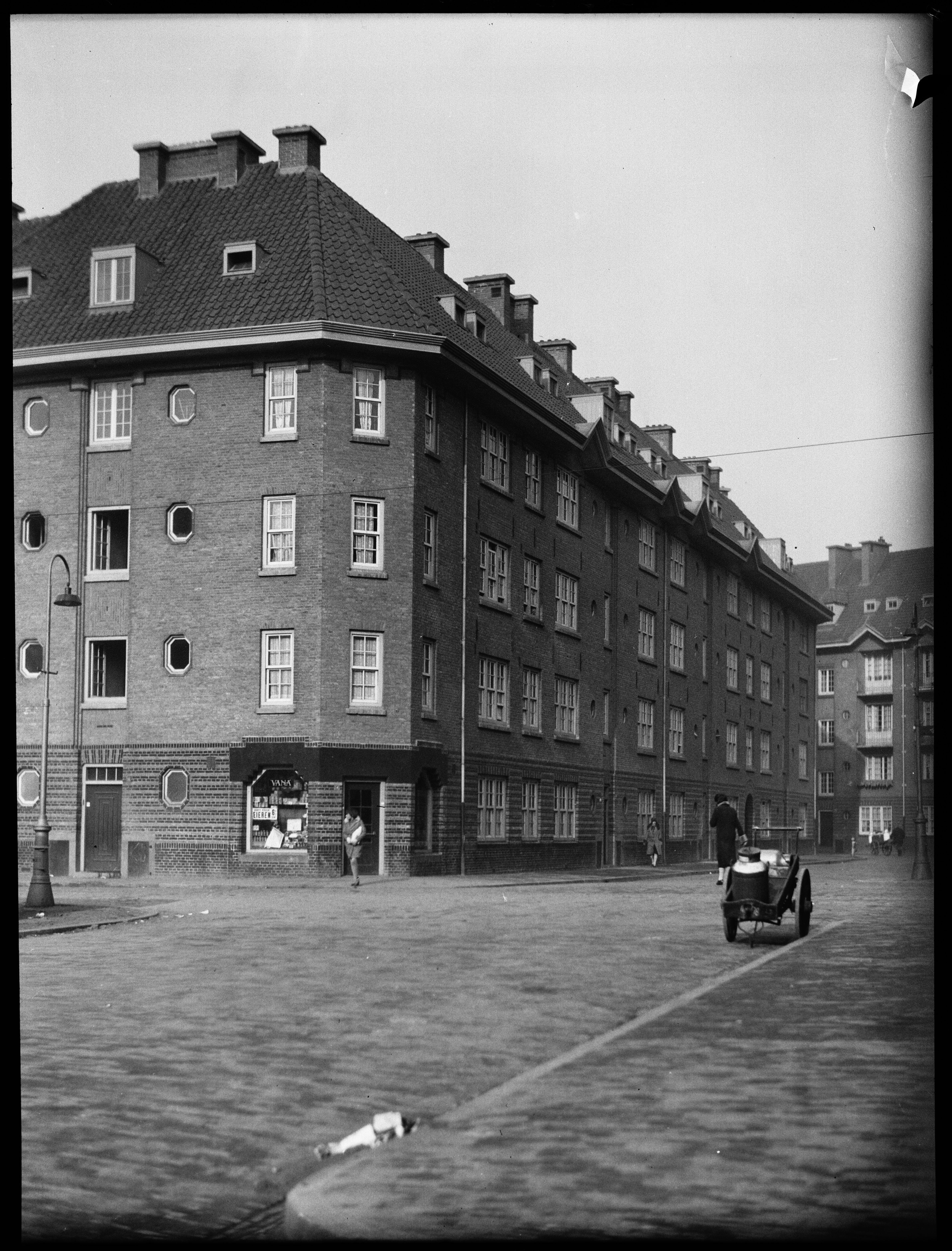
Een Vana winkel (op de hoek), voor 1923

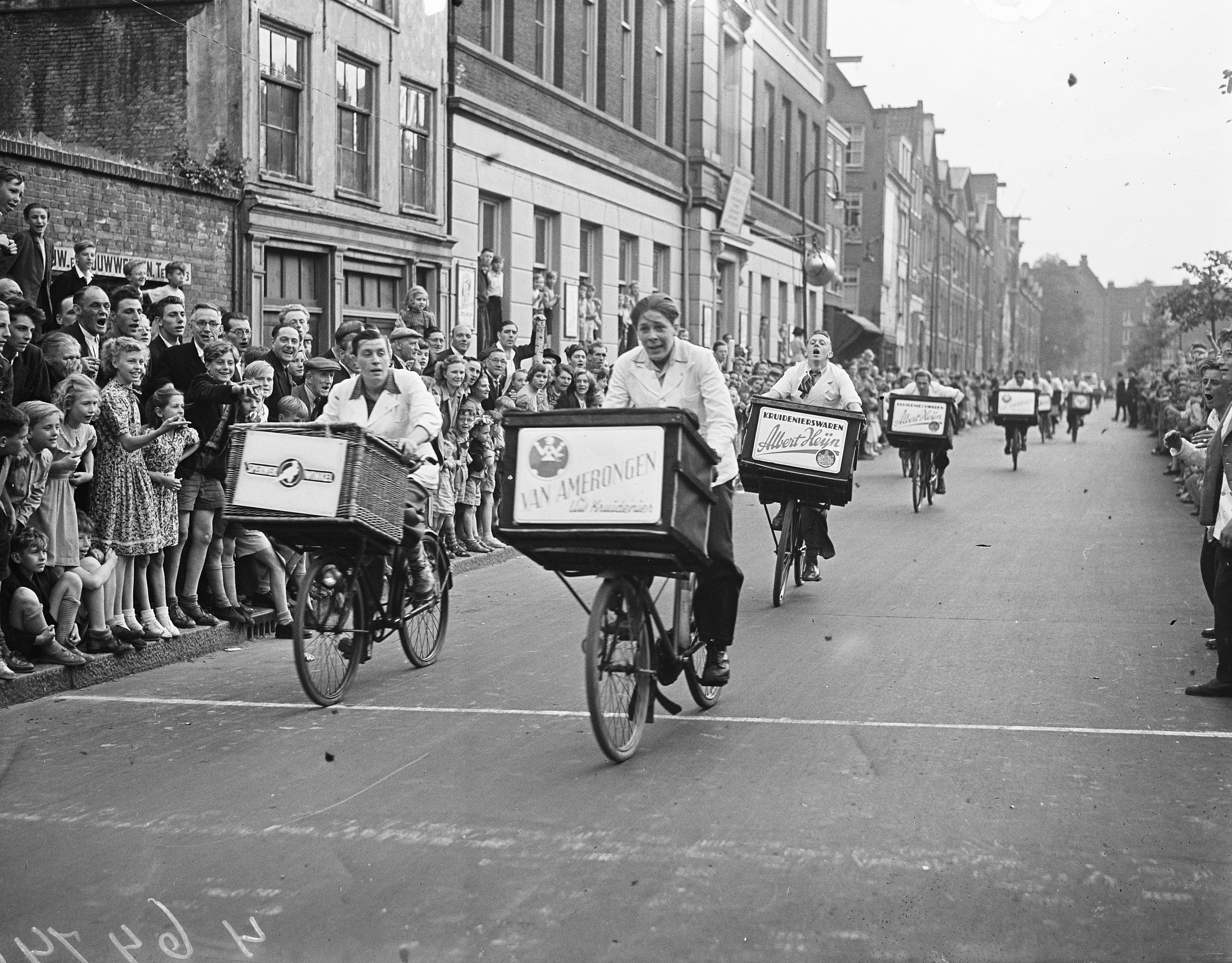
Kruideniersrace met een bezorger van Van Amerongen in 1951

De Vana was een Nederlandse keten van kruidenierswinkels. Eigenaar van de winkelketen was de familie Van Amerongen. Aan de samentrekking van 'Van A.' ontleenden de winkels hun naam. De Vana's hadden het karakter van kleine buurtkruideniers, zoals destijds ook de kruidenierswinkels van De Gruyter.
Voor de Tweede Wereldoorlog was de Vana de grootste kruideniersketen van Amsterdam met tientallen filialen, bijvoorbeeld in de Banstraat/hoek Johannes Verhulststraat, de Beethovenstraat en de Zacharias Jansestraat. Ook na de oorlog kwamen er nog nieuwe filialen bij, zoals op het Confuciusplein. 
Eind jaren zestig, begin jaren zeventig werden kruidenierszaken van bedieningswinkels omgevormd tot zelfbedieningswinkels. De winkels van de Vana waren, net als die van De Gruyter, te klein van oppervlakte voor deze omschakeling. Er konden geen winkelwagentjes in rijden en de klanten moesten het doen met metalen winkelmandjes. De omschakeling door de Vana was te laat. In de jaren zeventig verdwenen de Vanawinkels, net als die van De Gruyter en Simon de Wit, geleidelijk uit het straatbeeld.